# وب‌ام
وب‌ام (به انگلیسی: WebM) یک قالب چندرسانه‌ای است که برای ارائه یک فرمت ویدئویی آزاد و با کیفیت بالا برای استفاده در اچ‌تی‌ام‌ال ۵ ارائه شده‌است.
این پروژه توسط شرکت گوگل حمایت می‌شود. وب‌ام  زیر مجموعه‌ای از فرمت چند رسانه‌ای Matroska است. یک فایل WebM  از ویدئوی با فرمت VP8 و جریان صوتی با فرمت Vorbis پشتیبانی می‌کند. بر اساس مشخصات Matroska است. پروژه آزاد نرم‌افزار مرتبط با WebM تحت مجوز BSD، ارائه شده‌است، با وجود این، برخی در صنعت چون به وسیلهٔ گوگل حمایت می‌شود، برای حق ثبت اختراع درخواست پرداخت غرامت کرده‌اند.